# Parasitemia
Parasitemia es la presencia de parásitos en el torrente circulatorio. Entre los principales parásitos que provocan parasitemia se encuentran los microorganismos del género Plasmodium (causantes del paludismo) y Tripanosoma (causantes de las tripanosomiasis).
Las parasitemias causan la difusión del microorganismo en el cuerpo y en algunas enfermedades suelen ser diagnósticas o de tamizaje.